# Palacio de los Vilaragut
El Palacio de los Vilaragut fue un palacio renacentista del siglo XV situado en Valencia, que fue derribado en 1959. Se encontraba en la actual plaza de Rodrigo Botet en la esquina entre las calles de Vilaragut y Trànsits, en el barrio de San Francisco.
Tenía una altura de tres plantas, con una gran puerta adintelada con escudo nobiliario en la planta baja y un segundo piso decorado con ventanales en el interior y balcones en el exterior. En la esquina oriental se levantaba una torre algo más alta que el resto del edificio. En el momento de su derribo aún conservaba un artesonado del siglo XVI con escudos policromados y un patio principal con columnas de mármol y una gran claraboya policromada.

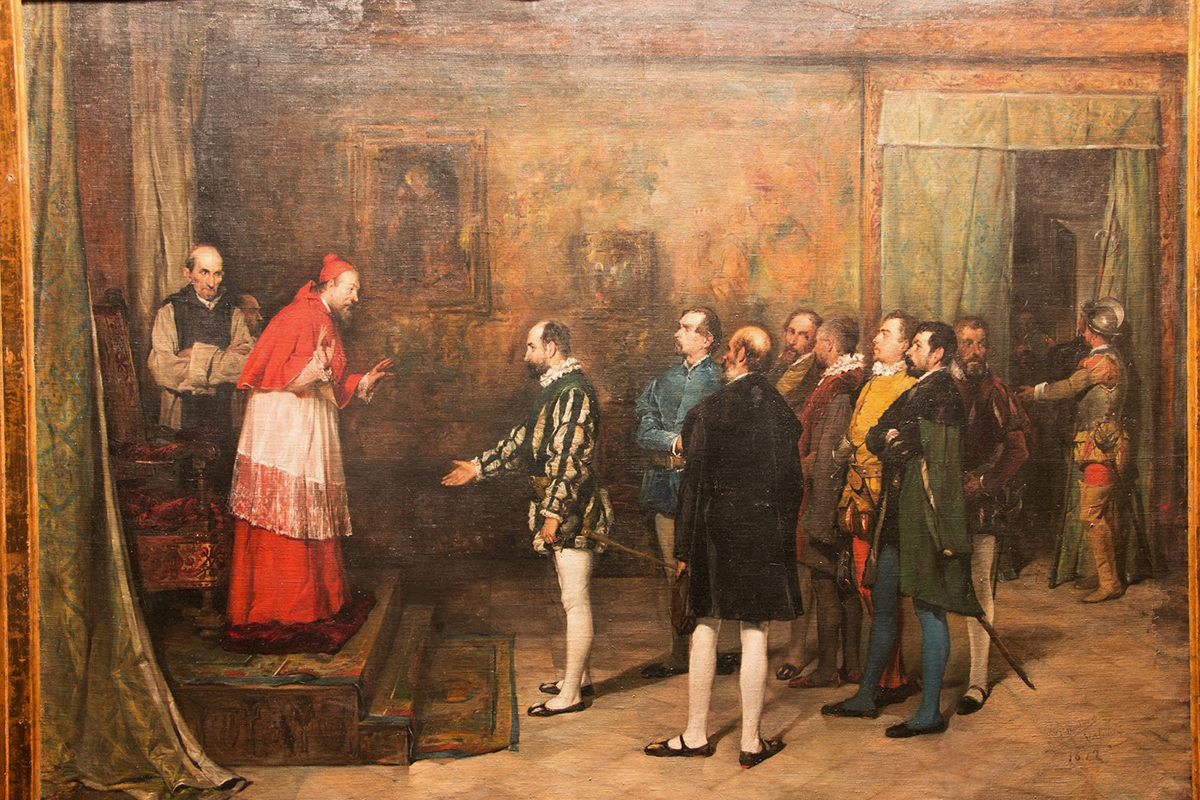
Cuadro de José Benlliure de 1872, titulado Els agermanats, que representa el momento en que Adriano de Utrecht recibe a la Junta dels Tretze en el Palacio de los Vilaragut.

Fue la residencia de la familia Vilaragut, una de las más importantes del Reino de Valencia, famosa por sus enfrentamientos con los Centelles, especialmente durante la elección del sucesor del rey Martín I a principios del siglo XV. Además, en el palacio se alojaron personajes importantes, como el futuro Benedicto XIII, y Alfonso V junto a su esposa María de Castilla durante su boda en Valencia en 1415. También en 1520 el entonces obispo de Tortosa Adriano de Utrecht, futuro papa Adriano VI, enviado a Valencia en nombre de Carlos I, recibió a los representantes de los germanías.
Estudios recientes creen que en el palacio vivieron algunas de las personas que inspiraron a los personajes de «Tirante el Blanco»: Tirante estaría basado en el caballero Jaume de Vilaragut, mientras que Carmesina se correspondería con una sirvienta del palacio, llamada precisamente Carmesina.
Durante la primera mitad del siglo XX, el edificio fue sede del Banco Hispano Americano, del Frente de Juventudes, del Ateneo Mercantil y del centro de estudios Academia Castellano.
En 1935 fue comprado por Joaquín Sendra, que lo derribó para la construcción del Hotel Astoria Palacio, el primer hotel de lujo de la ciudad inaugurado el 5 de diciembre de 1959.
En 2020 se pidió preservar la gran cúpula de vidrio que desde principios del siglo XX se había instalado en el palacio, ya convertido en banco, que se había trasladado a las instalaciones de la empresa Paduana en Onteniente.